# Monache cistercensi
Le cistercensi, dette anche bernardine, sono religiose di voti solenni.

## Storia

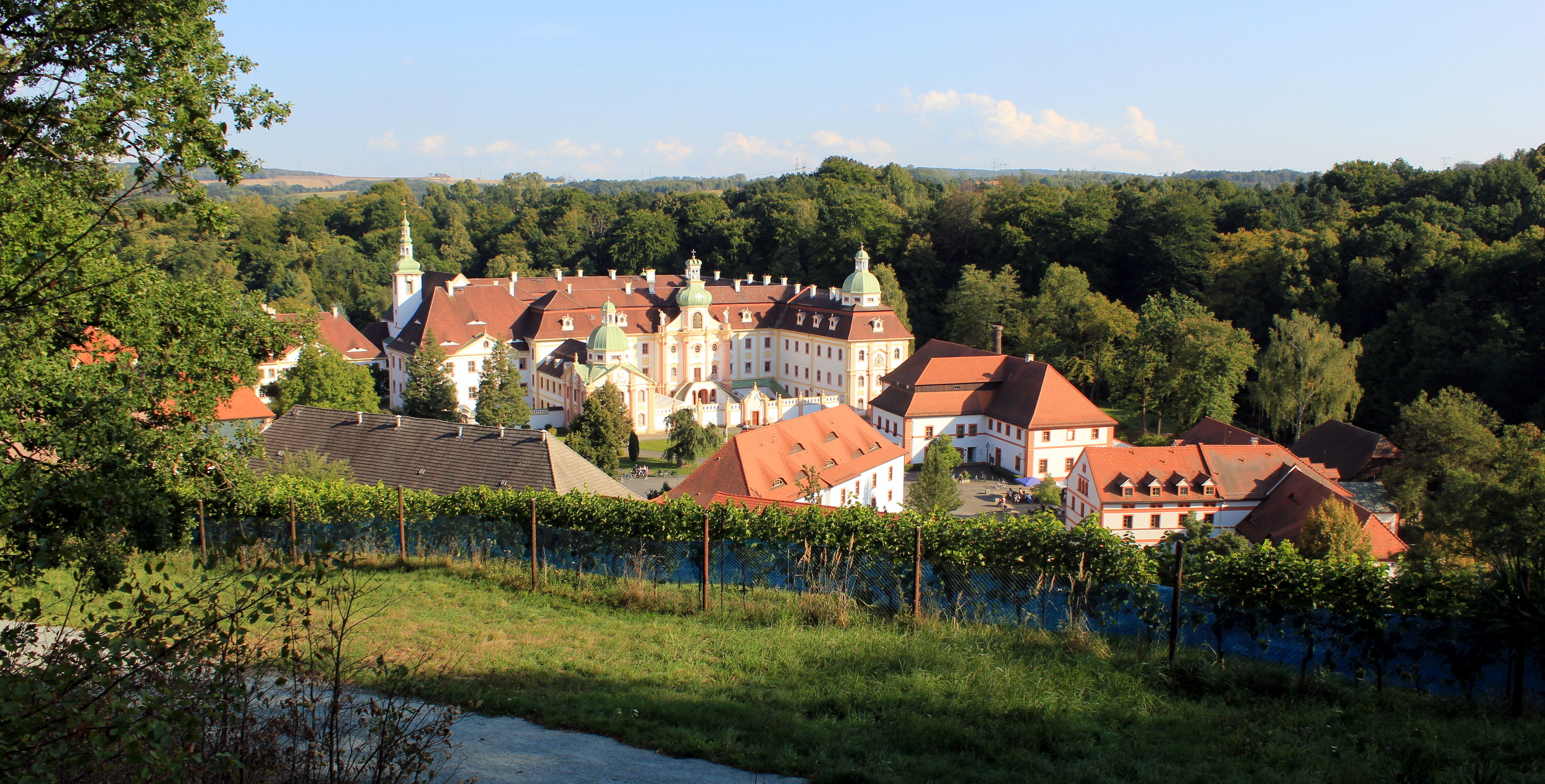
Un'antica e famosa abbazia femminile cistercense, l'abbazia di St. Marienthal.

In origine i cistercensi respinsero categoricamente l'idea di istituire un ramo femminile dell'ordine: solo nel 1120, con l'appoggio di Stefano Harding, terzo abate di Cîteaux, venne fondato il monastero femminile di Tart; nel 1187, per volere di Alfonso VIII di Castiglia, venne fondata una seconda abbazia, quella di Santa Maria de Las Huelgas, presso Burgos. Solo dal 1228 è documentata con fonti l'accoglienza ufficiale nell'Ordine.
All'inizio del XIII secolo vi erano già più di 800 abbazie femminili, che seguivano gli usi di Cîteaux, ma non erano incorporate nell'Ordine, poiché Cîteaux all'inizio respinse l'accoglimento delle abbazie femminili nell'Ordine. Tuttavia vi furono numerose altre abbazie, che assunsero il modo di vivere dei cistercensi, senza aderire formalmente all'Ordine; esempi notori sono le abbazie di Helfta e quella di Marienfließ.
L'unione a un Ordine benedettino significava per le abbazie femminili almeno una gran perdita di indipendenza, poiché ogni abbazia femminile doveva essere sottomessa al cosiddetto "padre abate" di un'abbazia maschile, che doveva controllare il rispetto degli usi e degli interessi economici dell'abbazia e doveva decidere dell'accettazione delle monache. D'altro canto le abbazie femminili erano spesso sostenute da abbazie maschili attraverso preti o anche fratelli laici.
I movimenti religiosi femminili del XIII secolo trovarono nell'isolamento delle abbazie cistercensi uno spazio ideale. Attraverso un vivace scambio con beghine e begardi visse fino al XIV secolo un forte indirizzo di mistica e di adorazione eucaristica. Un tale centro di misticismo cristiano di quei tempi fu l'abbazia di Helfta, la "corona delle abbazie femminili", nella quale vissero Matilde di Hackeborn, Gertrude di Helfta e Matilde di Magdeburgo. Questa abbazia il 13 agosto 1999, dopo 457 anni fu ripopolata di monache cistercensi, soprattutto dall'abbazia di Seligenthal.
Fondamentalmente ci sono oggi due grossi Ordini benedettini, che si richiamano alla riforma di Cîteaux: i Cistercensi di osservanza generale e i Cistercensi di stretta osservanza, popolarmente detti trappisti. Nel 2009 vi erano complessivamente nel mondo circa 900 religiose cistercensi di osservanza generale, distribuite in circa 60 tra abbazie e conventi femminili.
Le trappiste nel 2009 erano circa 1800 su 72 tra abbazie e conventi femminili.